# أليكس مومبرو
أليكس مومبرو (بالإسبانية: Álex Mumbrú) مواليد 12 يونيو 1979 في برشلونة، هو لاعب كرة سلة إسباني بدأ مسيرته الاحترافية في سنة 1997 يلعب مع فريق بلباو باسكت ويحمل الرقم 15. يبلغ طوله 6 قدم 7.5 بوصة (2.0 م). مثّل منتخب بلاده. شارك في مسابقة كرة السلة في الألعاب الأولمبية الصيفية.

## فرق لعب لها
- جوفينتوت بادالونا
- ريال مدريد بالونكيستو
- جوفينتوت بادالونا
- ريال مدريد
- بلباو باسكت

## الميداليات
| الميدالية | المسابقة                         |
| --------- | -------------------------------- |
| ذهبية     | بطولة كأس العالم لكرة السلة 2006 |
| فضية      | بطولة أمم أوروبا لكرة السلة 2007 |
| ذهبية     | بطولة أمم أوروبا لكرة السلة 2009 |
| برونزية   | بطولة أمم أوروبا لكرة السلة 2013 |

## روابط خارجية
- أليكس مومبرو على موقع الاتحاد الدولي لكرة السلة (الإنجليزية)
- أليكس مومبرو على موقع الدوري الأوروبي لكرة السلة (الإنجليزية)
- أليكس مومبرو على موقع الدوري الإسباني لكرة السلة (الإسبانية)
- أليكس مومبرو على موقع كرة السلة الأوروبية.كوم (الإنجليزية)
- أليكس مومبرو على موقع ريلجم (الإنجليزية)
- أليكس مومبرو على موقع بروبوليرز (الإنجليزية)
- أليكس مومبرو على موقع سبورتس رفرنس (الإنجليزية)
- أليكس مومبرو على موقع اللجنة الأولمبية الدولية (الإنجليزية)
- أليكس مومبرو على موقع أوليمبيديا (الإنجليزية)